# ジョアニー＝フィリップ・ラグルーラ
| リュミエール | 1914年1月6日 |

ジョアニー＝フィリップ・ラグルーラ（Joanny-Philippe Lagrula、1870年 - 1941年）は、フランスの天文学者である。"Philippe Lagrula"と表記されることもある。
1901年、彼はリヨン大学で学位論文を書いたが、この中で彼は、月によるプレアデス星団の掩蔽を用いて、理論で予測される月の位置が実際の月の位置と一致していることを測定した。
彼はリヨン天文台で研究を行った。1906年8月1日には、キト天文台長となり、その職を数年間務めた。その後はニース天文台で1924年末まで働き、アルジェ天文台に移った。1931年から1938年までは、引退したフランソワ・ゴネシアと交代し、アルジェ天文台長を務めた。リヨン、キト、アルジェの各天文台で勤めた彼のキャリアは、ゴネシアとそっくりのものであった。
アルジェ天文台で一緒に働いていた同僚の1人に、ジャン＝ルイス・ラグルーラという名前があり、彼の息子である可能性がある。
彼は、1914年に生涯唯一の小惑星リュミエールを発見した。また、1937年にアルジェ天文台の同僚ルイ・ボワイエが発見したラグルーラは、彼の名前にちなんで命名された。